# Wu Zhengyi
Wu Zhengyi (romanización del chino: 吴征 镒, 13 de junio de 1916 - 20 de junio de 2013) fue un reconocido botánico chino y un académico de la Academia China de Ciencias (CAS). Wu estuvo especializado en Botánica y Geografía Botánica Medicinal. También es conocido por las grafías alternativas de 'Wu Cheng-yih', 'Wu Zheng Yi' y 'Cheng Yih Wu'.

## Biografía
Wu nació en Jiujiang, provincia de Jiangxi, y creció en Yangzhou, provincia de Jiangsu. Se graduó de la Universidad Tsinghua en 1937. De 1940 a 1942, siguió sus estudios de postgrado en la Universidad de Pekín, bajo la supervisión de Zhang Jingyue, entonces director del departamento de Biología de la PKU. En 1950, Wu se convirtió en un investigador y subdirector del Instituto Botánico de CAS. Fue elegido académico de CAS en 1955. Wu fue nombrado como director del Instituto de Botánica de Kunming de CAS en 1958.
Mantuvo intensos contactos científicos con Kew Gardens
El 8 de enero de 2008, Wu recibió el prestigioso Premio preeminente Estatal de Ciencia y Tecnología para el 2007, el más alto premio científico otorgado en China.

## Algunas publicaciones
- cheng yih Wu, peter hamilton Raven. 2002. Flora of China: illustrations. 'Flagellariaceae' through 'Marantaceae. Coeditores del Comité editorial, y Hong Deyuan, vice coeditor. Volumen 24 de Flora of China: Illustrations. Editor Science Press, 449 pp.

- ----------------. 1986. Wild flowers of Yunnan. Kunming Institute of Botany. Editor Japan Broadcast Publishing, ISBN 4140099011

- ----------------. 1985. Flora xizangica: the comprehensive scientific expedition to the Qinghai-Xizang Plateau, Academia Sinica. Editor Science Press

- ----------------. 1984. 云南种子植物名录 (Plantas con semillas de Yunnan). The People's Publishing House

- ----------------. 1980. Zhongguo Zhibei 中国植被 (Vegetación de China). Editor	Kexue Chubanshe, 1.375 pp.

- ----------------, hen Li. 1979. Flora Reipublicae Popularis Sinicae: Araceae Lemnaceae. Angiospermae Monocotyledoneae. Volumen 13 de Flora Reipublicae Popularis Sinicae. Editor Typis Academiae Scientiarum Sinicae, 242 pp.

- ----------------, hsi-wen Li. 1977. Angiospermae Dicotyledoneae: Labiatae (2). Volumen 66 de Flora Reipublicae Popularis Sinicae. Editor Science Press, 649 pp.

- ----------------. 1974. Materiae ad floram Labiatarum sinensium (3). 33 pp.

- ----------------. 1965. Duo taxa nova Labiatarum. 255 pp.

- ----------------. 1962. Cardioteucris C.Y.Wu, Holocheila (Kudo) S.Chow -- duo genera nova Labiatarum ex provencia Yunnan. 252 pp.

## Honores
- Coeditor del Boletín Botánico de la Academia Sinica (BBAS)[5]

### Eponimia
- Bauhinia wuzhengyii S.S.Larsen, 1999
- Capparis wui B.S.Sun, 1964
- Corydalis wuzhengyiana Z.Y.Su & Lidén, 1997
- Hemsleya chengyihana D.Z.Li, 1993, nom. nov.
- Impatiens wuchengyihii S.Akiyama, H.Ohba & S.K.Wu, 1996
- Isodon wui C.L.Xiang & E.D.Liu, 2012
- Microtropis wui Y.M.Shui & W.H.Chen, 2002
- Platycraspedum wuchengyii Al-Shehbaz, T.Y.Cheo, L.L.Lu & G.Yang, 2000
- Premna wui Boufford & B.M.Barthol., 2012, nom. nov.